# Kivilompolo (sjö i Finland)
Kivilompolo eller Kivilompola är en sjö i Finland. Den ligger i kommunen Enare i landskapet Lappland, i den norra delen av landet, 1 000 km norr om huvudstaden Helsingfors. Kivilompolo ligger 155,6 meter över havet. Den ligger vid sjön Surnujärvi. Arean är 1,85 kvadratkilometer och strandlinjen är 14,25 kilometer lång. Sjön  ingår i Pasvik älvs huvudavrinningsområde. 